# Reto-Moto
Reto-Moto este o companie dezvoltatoare de jocuri video cu sediul în Copenhaga, Danemarca.
Compania Reto-Moto a fost fondată inițial de membrii fostelor companii Zyrinx și Lemon în 1997 și este responsabilă pentru crearea companiei IO Interactive și seriei de jocuri video Hitman. Reto-Moto a anunțat că s-a reformat în aprilie 2008 cu intenția de a crea jocuri video multiplayer.
În septembrie 2010, Reto-Moto a lansat website-ul pentru jocul lor Heroes & Generals.